# Madonna van de cherubijnen
Madonna van de cherubijnen (Italiaans: Madonna dei Cherubini) is een schilderij van Andrea Mantegna uit circa 1485. Sinds 1808 maakt het deel uit van de collectie van de Pinacoteca di Brera in Milaan.

## Voorstelling
Jezus staat op de schoot van Maria terwijl hij zijn armpjes om haar nek slaat. Op de achtergrond is voor een heldere hemel een koor van cherubijnen (met blauwe vleugels) en serafijnen (met rode vleugels) afgebeeld.
Zoals gebruikelijk is bij dit type schilderijen kijken moeder en zoon elkaar niet aan. Hun vertrouwdheid komt tot uiting in tedere gebaren, zoals Jezus' liefdevolle omhelzing of de vingers van Maria die het het been van haar zoon strelen. Maria's peinzende en melancholische uitdrukking laat zien dat ze zich bewust is van het tragische lot dat haar zoon wacht.

## Geschiedenis
Tot 1885 werd het paneel toegeschreven aan Giovanni Bellini en verkeerde het in slechte staat. Dankzij de restauratie van Luigi Cavenaghi kon de hand van Mantegna worden herkend. Verder onderzoek liet zien dat de Madonna van de cherubijnen wellicht de Madonna was die de schilder schonk aan zijn vriend Matteo Bosso, die abt van Badia Fiesolana was. Het schilderij is ook in verband gebracht met de opdracht voor een Madonna met Kind door markies Francesco II Gonzaga van Mantua voor hertogin Leonora van Napels, zijn schoonmoeder. Het is niet bekend of de kunstenaar dit werk daadwerkelijk heeft voltooid. In een inventaris uit 1493 komt echter een schilderij van een Madonna met Kind en serafijnen voor.
Het altaarstuk bevond zich waarschijnlijk in de Santa Maria Maggiore in Venetië toen het tijdens de napoleontische bezetting van Italië werd gevorderd en naar de Pinacoteca di Brera werd gestuurd, waar het in september 1808 aankwam.